# Joutsa
Joutsa ist eine Gemeinde in Mittelfinnland mit 4171 Einwohnern (Stand 31. Dezember 2022).
Sie liegt 70 km südöstlich von Jyväskylä inmitten der Finnischen Seenplatte. Durch die Gemeinde verläuft die Grenze der historischen Landschaften Häme und Savo.

## Gemeinde
Zu Jahresbeginn 2008 wurde die Nachbargemeinde Leivonmäki in Joutsa eingemeindet. Dadurch vergrößerte sich die Einwohnerzahl um mehr als ein Viertel, die Gemeindefläche gar um knapp zwei Drittel. Die Gemeinde Joutsa umfasst neben dem gleichnamigen Kirchdorf die Orte Angesselkä, Etu-Ikola, Hankaa, Havunmäki, Kälä, Kivisuo, Laitjärvi, Lapinkylä, Leivonmäki, Marjotaipale, Martinkylä, Mieskonmäki, Pajumäki, Pappinen, Pylsy, Pärnämäki, Ruokoranta, Ruorasmäki, Rutalahti, Savenaho, Selänpohja, Taka-Iola Tammilahti, Tolvasniemi, Uimaniemi und Vähä Joutsa. Mit der Nachbargemeinde Luhanka hat sich Joutsa zu einer Verwaltungsgemeinschaft zusammengeschlossen,  Städtepartnerschaften unterhält die Gemeinde zu Finspång in Schweden und Tähtvere in Estland.

## Wappen
Beschreibung des Wappens: Im roten Schild ein silberner Bogen mit goldener Sehne und eingelegtem silbernen gold gespitzten und ebenso befiederten Pfeil über dem mit Tannenschnitt geteilten silbernen Schildfuß.

## Sonstige
Durch Joutsa führt die Staatsstraße 4 (E 75), eine der wichtigsten Nord-Süd-Verkehrsachsen Finnlands. Dennoch ist die Gemeinde recht strukturschwach und kaum industrialisiert. Die größten Arbeitgeber sind die Gemeinde selbst, das Bauunternehmen Hentinen. Von großer Bedeutung sind auch die Forstwirtschaft und der Tourismus. Auf dem Gebiet der Gemeinde befinden sich fast 2000 Ferienhäuser (Mökkis); insbesondere in den Sommermonaten erhöht sich daher die Einwohnerzahl Joutsas beträchtlich.

## Kultur
Im Sommer wird in Joutsa jährlich das dreitägige Musik- und Kulturfestival Joutsan Joutopäivät, veranstaltet, das bis zu 25.000 Besucher anlockt. In sportlicher Hinsicht ist die Gemeinde für den Verein Joutsan Pommi bekannt, dessen Skilanglaufmannschaft zu den erfolgreichsten Finnlands zählt. Im Gebiet der Gemeinde befindet sich der 29 km² große Leivonmäki-Nationalpark.

## Politik
Wie in den meisten ländlichen Gegenden Finnlands ist in Joutsa die Zentrumspartei die stärkste Partei. Bei den Kommunalwahlen 2017 erhielt sie mehr als ein Drittel der Stimmen. Im Gemeinderat, der höchsten Entscheidungsinstanz bei lokalen Angelegenheiten, stellt sie elf von 25 Abgeordneten. Zweitgrößte Fraktion ist die konservative Nationale Sammlungspartei mit sechs Sitzen, gefolgt von den Sozialdemokraten mit vier Sitzen. Weiterhin im Gemeinderat vertreten sind Die Finnen mit zwei Mandaten sowie der Grüne Bund und die Christdemokraten mit je einem Mandat.
| Partei                    | Wahlergebnis 2017 | Sitze |
| ------------------------- | ----------------- | ----- |
| Zentrumspartei            | 38,7 %            | 11    |
| Nationale Sammlungspartei | 21,3 %            | 6     |
| Sozialdemokraten          | 15,6 %            | 4     |
| Die Finnen                | 10,1 %            | 2     |
| Grüner Bund               | 7,4 %             | 1     |
| Christdemokraten          | 6,8 %             | 1     |

- SDP: 4
- VIHR: 1
- KESK: 11
- KOK: 6
- KD: 1
- PS: 2

- SDP: 3
- VIHR: 1
- KESK: 9
- KOK: 5
- KD: 1
- PS: 4

- SDP: 7
- VIHR: 2
- KESK: 20
- KOK: 11
- KD: 2
- PS: 6

## Söhne und Töchter
- Henna Virkkunen (* 1972), finnische Politikerin
- Suvi Minkkinen (* 1994), finnische Biathletin